# キ・ツ・イ
「キ・ツ・イ」は、日本のシンガーソングライターである玉置浩二の楽曲。
1989年1月25日にKitty Recordsから2枚目のシングルとしてリリースされた。前作「All I Do」（1987年）より1年半ぶりとなるシングルであり、作詞は松井“お月様”五郎、作曲およびプロデュースは玉置“流れ星”浩二が担当している。
玉置のパワフルなボーカルや女性コーラスを重用している点を特徴とした楽曲であり、玉置自身が出演したTBS系テレビドラマ『キツイ奴ら』（1989年）の主題歌として使用された。オリコンシングルチャートでは最高位7位となった。本作はオリジナル・アルバムには未収録となり、ベスト・アルバム『安全地帯/玉置浩二 ベスト』（1994年）においてアルバム初収録となった。

## 背景
6枚目のアルバム『安全地帯VI〜月に濡れたふたり』（1988年）リリース後、安全地帯は同年4月より7月23日の香港コロシアムまで「MIASS CONCERT 安全地帯VI」と題したコンサートツアーを17都市全24公演にて実施。同年8月24日にはフジテレビ系音楽番組『夜のヒットスタジオDELUXE』（1985年 - 1989年）に出演、「より良い音楽をやりたいので、少しの間だけ時間を下さい」と安全地帯の活動休止を発表した。翌日にはシングル「微笑みに乾杯」（1988年）をリリースし、同作を以って8月25日に安全地帯は活動休止となった。この活動休止に対し、矢萩渉は「それでもなにかやり残しているという閉塞感を残した」とコメントしている。安全地帯メンバーはこの後2年間それぞれがソロ活動を行うこととなった。

## 音楽性と歌詞
ベスト・アルバム『ALL TIME BEST』（2017年）の楽曲解説では、本作において玉置のボーカルがパワフルで全開である点や、前作「All I Do」（1987年）に引き続き女性コーラスが重用されている点が特徴的であると表記されている。

## リリース、メディアでの使用
本作は1989年1月25日にKitty Recordsより7インチレコードおよびカセットテープ、8センチCDの3形態でリリースされた。本作はオリジナル・アルバムには未収録となったが、本作を含めて5枚目のシングル「行かないで」（1989年）まで、オリジナル・アルバムに収録されないシングルのリリースが続くこととなった。
本作は玉置が出演したTBS系テレビドラマ『キツイ奴ら』（1989年）の主題歌として使用された。同ドラマのタイトルは当初、「ワルい奴ら」となる予定だったが、本作を大変気に入った演出家の久世光彦によりドラマのタイトルが変更された。同ドラマ内において玉置は共演した俳優の小林薫とともに流し役を演じ、ロックや歌謡曲、演歌などを披露、玉置による歌唱がドラマの見どころの一つとなっていた。

## チャート成績、ライブ・パフォーマンス
本作はオリコンシングルチャートにおいて最高位7位、登場週数は14回で売り上げ枚数は14.6万枚となった。本作の売り上げ枚数は玉置のシングル売上ランキングにおいて3位となった。2022年に実施されたねとらぼ調査隊による玉置のシングル曲人気ランキングでは5位となった。
1989年2月9日放送のTBS系音楽番組『ザ・ベストテン』（1978年 - 1989年）では第10位で初登場となり、2月23日放送分では最高位となる6位を獲得、6週に亘ってランクインした。安全地帯での出演後期において、玉置はクールなキャラクターから3枚目のキャラクターへと変化しており、コーラス担当のAMAZONSから「タマちゃん」と呼ばれていることが判明するなど、番組上のトークにも慣れている様子が窺えた。同年2月20日放送の日本テレビ系音楽番組『歌のトップテン』（1986年 - 1990年）では第8位で初登場となり、ランクインは2週連続となった。テレビ番組の出演時にはパーカッション担当のBaNaNa、コーラス担当のAMAZONS、サックス担当のYU・KA・RIがサポート・ミュージシャンとして共演していた。コーラスグループのAMAZONSは、当時松任谷由実や久保田利伸のコンサートツアーにも参加していた。90年代中盤以降、本作がライブで演奏される機会は少なかったが、久世が死去した2006年のコンサートツアーにて久しぶりに披露された。

## カバー
- 李克勤（英語版） - 広東語バージョン、「突然」のタイトルでアルバム『Purple Dream』（1989年）に収録。

## シングル収録曲
レコード、CD版
| 全作詞: 松井“お月様”五郎、全作曲: 玉置“流れ星”浩二。 |                |                  |                  |      |
| #                                                    | タイトル       | 作詞             | 作曲・編曲       | 時間 |
| 1.                                                   | 「キ・ツ・イ」 | 松井“お月様”五郎 | 玉置“流れ星”浩二 | 3:19 |
| 2.                                                   | 「“Hen”」      | 松井“お月様”五郎 | 玉置“流れ星”浩二 | 2:51 |
| 合計時間:                                            | 合計時間:      | 6:10             |                  |      |

カセットテープ版
| 全作詞: 松井“お月様”五郎、全作曲: 玉置“流れ星”浩二。 |                |                  |                  |      |
| #                                                    | タイトル       | 作詞             | 作曲・編曲       | 時間 |
| 1.                                                   | 「キ・ツ・イ」 | 松井“お月様”五郎 | 玉置“流れ星”浩二 | 3:19 |
| 2.                                                   | 「“Hen”」      | 松井“お月様”五郎 | 玉置“流れ星”浩二 | 2:51 |
| 合計時間:                                            | 合計時間:      | 6:10             |                  |      |

| 全作曲: 玉置“流れ星”浩二。 |                                        |      |                  |      |
| #                          | タイトル                               | 作詞 | 作曲・編曲       | 時間 |
| 1.                         | 「キ・ツ・イ（オリジナル・カラオケ）」 |      | 玉置“流れ星”浩二 | 3:19 |
| 2.                         | 「“Hen”（オリジナル・カラオケ）」      |      | 玉置“流れ星”浩二 | 2:51 |
| 合計時間:                  | 合計時間:                              | 6:10 |                  |      |

## リリース履歴
| No. | 日付          | レーベル      | 規格                                     | 規格品番                    | 最高順位 | 備考 |
| --- | ------------- | ------------- | ---------------------------------------- | --------------------------- | -------- | ---- |
| 1   | 1989年1月25日 | Kitty Records | 7インチレコード カセットテープ 8センチCD | 7DS0210 10CS0195 H10K-30020 | 7位      |      |
| 2   | 2017年7月19日 | USM JAPAN     | デジタル・ダウンロード                   | -                           | -        |      |

## 収録アルバム
「キ・ツ・イ」
- 『安全地帯/玉置浩二 ベスト』（1994年）
- 『安全地帯 テーマソングス』（1995年）
- 『玉置浩二ベスト・ソングス・フォー・ユー』（1995年）
- 『EARLY TIMES〜KOJI TAMAKI IN KITTY RECORDS』（1997年）
- 『ゴールデン☆ベスト 玉置浩二 アーリー・タイムズ・プラス』（2003年）
- 『ALL TIME BEST』（2017年）
- 『THE BEST ALBUM 35th ANNIVERSARY 〜メロディー〜』（2022年）

「"Hen"」
- 『EARLY TIMES〜KOJI TAMAKI IN KITTY RECORDS』（1997年）
- 『ゴールデン☆ベスト 玉置浩二 アーリー・タイムズ・プラス』（2003年）